# Gustav Schilling (Philosoph)
Gustav Schilling (* 27. Juli 1815 in Köthen (Anhalt); † 17. November 1872 in Gießen) war ein deutscher Philosoph.

## Leben
Er besuchte die Nikolaischule Leipzig. Er studierte in Leipzig und Göttingen bei Johann Friedrich Herbart und dem Chirurgen Langenbeck. Nach der Promotion 1840 zum Dr. phil. an der Universität Gießen (1840 venia docendi in der Philosophie) war er 1840/1841 Privatdozent an der Universität Gießen. 1843 wurde er außerordentlicher Professor in Gießen und 1853 ordentlicher Professor für Philosophie in Gießen. 1862/1863 war er Rektor der Universität Gießen. 1870 wurde er daneben Universitäts-Bibliothekar.